# Eletrônica flexível

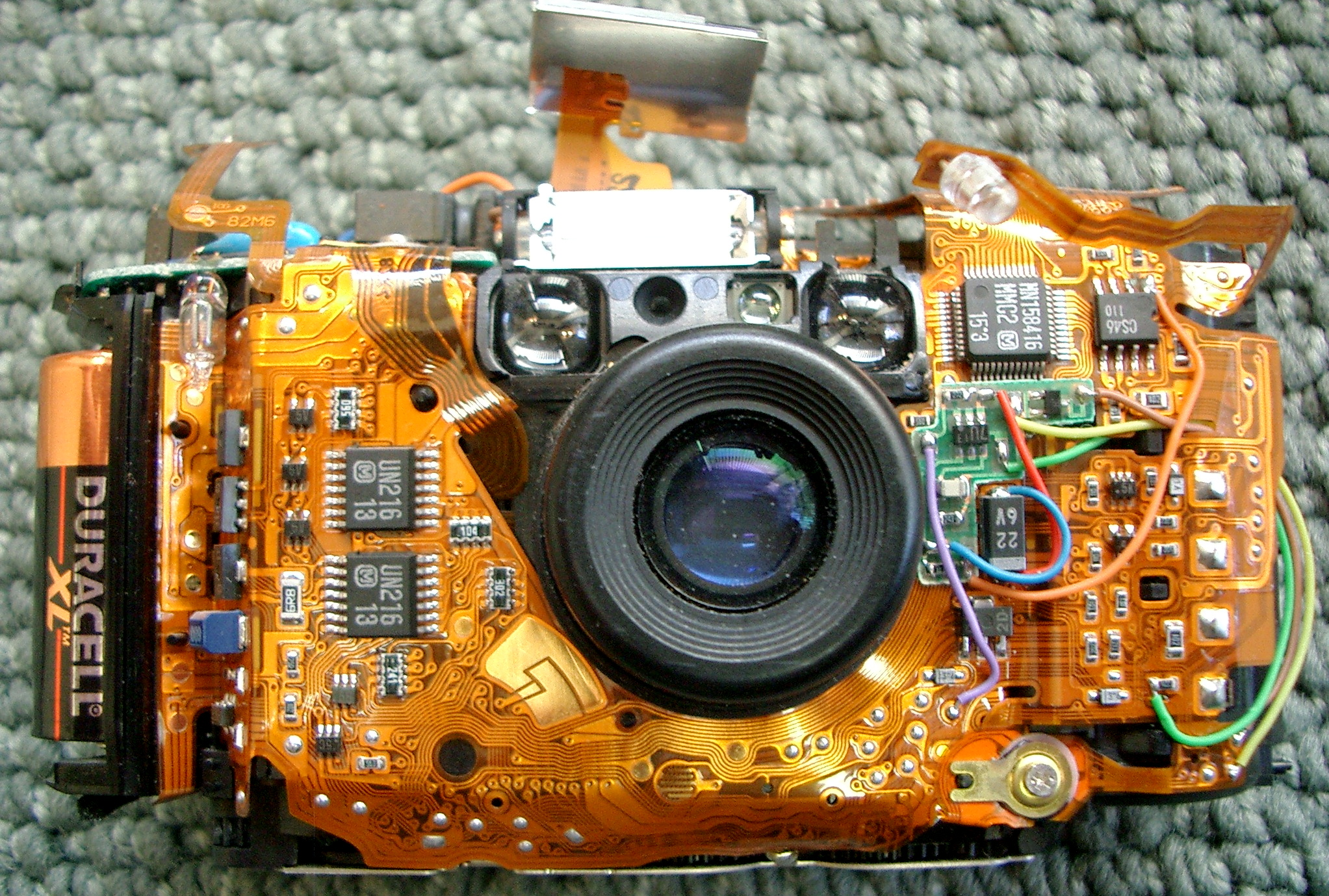
Uma câmera Olympus Stylus sem a carcaça, mostrando a montagem dos circuitos flexíveis.

Eletrônica flexível é uma tecnologia usada na fabricação de circuitos eletrônicos através da montagem de dispositivos eletrônicos em revestimentos plásticos flexíveis, como o poliimida, o PEEK ou filme de poliéster condutivo transparente. Além disso, circuitos flexíveis podem ser circuitos de prata serigrafados sobre poliéster. A montagem de eletrônicos flexíveis pode ser feita usando componentes idênticos aos usados em placas de circuito rígidas, tornando possível assim moldar as placas em um formato desejado, ou ainda que permaneçam flexível durante o uso. Esses circuitos flexíveis impressos (CFI) são feitos com tecnologia fotolitográfica. Uma maneira alternativa de produzir folhas de circuito flexível, ou cabos flat flexíveis (CFFs), é fazer laminação muito fina (0,07 mm) das tiras de cobre entre duas camadas de PET. Essas camadas de PET, tipicamente com espessura de 0,05 mm, são revestidas com um adesivo que é termofixo, e será ativado durante o processo de laminação. CFIs e CFFs tem diversas vantagens em muitas aplicações:
- Pacotes eletrônicos com montagem firme, onde é preciso que as conexões elétricas tenha três eixos, como as câmeras (aplicação estática).
- Conexões elétricas onde a montagem tende ser flexível durante o uso, como em celulares dobráveis (aplicação dinâmica).
- Conexões elétricas entre subconjuntos para substituir cablagem, que são mais pesados e mais volumosos, como em carros, foguetes e satélites.
- Conexões elétricas onde a espessura da placa ou restrições de espaço sejam fatores chave.

## Aplicações
Circuitos flexíveis são com frequência usados como conectores em diversas aplicações onde flexibilidade, economia de espaço, restrições de produção limitam a servicibilidade (uso) de placas de circuito rígidas ou de fiação manual. Uma aplicação comum de circuito flexíveis está nos teclados de computador; muitos deles usam os "flex" para a troca de matriz (Tecnologia de teclados).
Na fabricação de LCD, o vidro é usado como um substrato. Se, em vez disso, plástico flexível fino ou folhas de metal forem empregados como substrato, o sistema inteiro pode ser flexível, por ser o filme depositado no topo do substrato muito fino, da ordem de poucos micrômetros.
Diodos orgânicos emissores de luz (OLED) são normalmente usados ao invés de luz de fundo para displays flexíveis, fazendo um  diodo flexível orgânico emissor de luz.
Muitos circuitos flexíveis são estruturas de fiação passivas usadas para interconectar componentes eletrônicos, como circuitos integrados, resistores, capacitores e outros similares. Alguns são utilizados apenas para fazer interconexão entre outros conjuntos eletrônicos, seja direto ou por meio de conectores.
No campo automotivo, circuitos flexíveis são usados em instrumentos de painel, controladores sob o capô, circuitos para serem escondidos dentro da cobertura do teto de uma cabine e em sistemas ABS. Na área de periféricos de computador, circuitos flexíveis são empregados para mover a cabeça de tinta das impressoras e no braço carregador da cabeça de leitura/gravação do disco rígido. Em dispositivos eletrônicos de consumo eles são usados em câmeras, dispositivos pessoais de entretenimento, calculadoras, monitores de exercício e etc.
Circuito flexíveis são encontrados em dispositivos industriais e médicos, onde muitos interconexões são necessárias em um pacote compacto. Celulares são outros exemplos desse tipo de circuito.
células solares flexíveis tem sido desenvolvidas para fornecer energia para satélites. Essas células são leves, podem ser enroladas para o lançamento e são facilmente implementáveis, tornando elas muitos eficientes para tal aplicação. Ainda há a possibilidade de serem costuradas em mochilas e em roupas exteriores.

## História
A tecnologia de circuitos flexíveis tem uma história surpreendentemente longa. Patentes, que remontam ao início do século xx, mostram evidências que os primeiros pesquisadores estavam buscando formas de imprensar condutores planos entre camadas, de materiais isolantes, para traçar circuitos elétricos  que seriam aplicados às primeiras comutações telefônicas. Uma das primeiras descrições do que poderia ser chamado de circuito flexível foi trazida à luz pelo Dr. Ken Gilleo e divulgados em uma patente da Inglaterra por Albert Hansen, onde descreve um construção de metal plano condutor em papel revestido com parafina. Os lab books (livros de laboratório) de Thomas Edison, do mesmo período, também indicam que ele estava pensando em aplicar padrões de revestimento de goma de celulose ao papel de linho com pó de grafite para criar circuitos flexíveis, ou algo muito similar, embora não haja qualquer evidência de ter desenvolvido um componente funcional.
Em uma publicação de 1947, "Printed Circuit Techniques", por Cledo Brunetti and Roger W. Curtis (National Institute of Standards and Technology Circular 468 primeira edição 15 novembro de 1947), que trazia uma breve discussão sobre criação de circuito no que seria materiais isolantes flexíveis (por exemplo, papel), indicando que a ideia existia e na década de 1950 o inventor da Sanders Associates (Nashua, New Hampshire), Victor Dahlgren e o fundador da companhia, Royden Sanders, fizeram avanços significativos desenvolvendo processos para gravação em condutores planos sobre materiais de base flexível, tudo tendo em vista a substituição dos chicotes de cabos elétricos. Um anúncio de 1950 postado pela Photocircuits Corporation demonstrou que também tinham interesse ativo nos circuitos flexíveis.
Hoje em dia, circuitos flexíveis são conhecidos por diversos nomes ao redor do mundo, além de haver denominação relacionadas com eles, como circuito impresso flexível, impressão flexível, circuitos flexi, usados em grande variedade de produtos. Grande crédito é devido aos esforços dos engenheiros de encapsulamento japoneses, que descobriram incontáveis formas de empregar a tecnologia de circuitos flexíveis. Na última década, circuitos flexíveis mantiveram-se um dos segmentos de mercado de produtos de interconexão com maior crescimento. Uma variante mais recente dessa tecnologia é a "eletrônica flexível", que, frequentemente, envolve a integração de funções ativas e passivas no processamento.

## Estruturas de circuito flexível
Há algumas construções básicas de circuitos flexíveis, porém as variações são significativas em cada uma delas. O que se segue é uma revisão dos tipos mais comuns de construções dos "flex".

### Circuitos flexíveis de lado único
Tipo de circuitos flexíveis que contam apenas com uma camada condutora feita ou de metal ou polímero condutivo (preenchido com metal) sobre uma membrana dielétrica flexível. Os terminais dos componentes são acessíveis apenas por um lado. Buracos devem ser formados na base da película para garantir uma via aos componentes para a interconexão, normalmente através de brasagem. Circuitos flex de um único lado podem ser fabricados com ou sem revestimentos protetores, como camadas protetoras e casacos protetores, entretanto, o uso de revestimento industrial sobre circuitos é a prática mais comum. O desenvolvimento de dispositivos de montagem superficial em películas condutoras tem possibilitado a produção membranas de LED transparente, que são utilizadas em películas de led.

### Circuitos flexíveis de acesso duplo
Esse tipo de circuito flex detêm uma camada condutora única, mas é processado de tal modo que permiti selecionar as características do padrão de condutor dos dois lados. Apesar de haver vantagens, os requisitos de processamento especializado para acessar as características limitam seu uso

### Circuitos flexíveis esculpidos
Trata-se de um novo subconjunto dessa categoria de estruturas flexíveis. O processo de produção envolve um método de água-forte multi-etapa que produz um condutor de cobre, no qual a espessura varia em diversos pontos ao longo de seu comprimento, tornando possível, graças a essa características, moldá-los bem finos em áreas flexíveis, e, em áreas de interconexão, com a grossura adequada.

### Circuitos flexíveis de dois lados
Circuitos flex caracterizados por duas camadas condutivas. Podem ser montados com ou sem montagem through-hole, embora a variação com montagem through-hole (MTH) seja muito mais aplicada. De acordo com as especificações militares, quando construído sem a MTH e os pontos de conexão são acessados de apenas um lado, o circuito passa a ser definido com "Tipo V (5)". Não se tratando de prática comum, mas sim de uma opção. Devido à MTH, os terminais dos componentes eletrônicos estão disponíveis nos dois lados, tornando possível alocar os componentes em qualquer um dos dois lados. Dependendo dos requisitos de projeto, circuito flexíveis de dois lados podem camadas protetores de um, dois ou nenhum dos lados, sendo o mal usual o emprego de proteção dupla. Uma das principais vantagens desse tipo de substrato é facilitar as conexões cruzadas (crossover). Muitos circuitos de lado único são construídos sobre circuitos de dois lados apenas porque possuem uma das duas conexões cruzadas. Um exemplo desse uso é a conexão do mouse com a placa mãe de um laptop. Quase todas as conexões nesse circuito são localizadas em apenas um lado do substrato, exceto umas poucas conexões cruzadas que usam o segundo lado da placa.

### Circuitos flexíveis multicamada
Circuitos flexíveis com três ou mais camadas condutoras são conhecidos como circuitos flexíveis multicamada. As interconexões mais comuns são feitos por montagem through-hole. As camadas podem, ou não, ser continuamente laminadas juntas através da construção, com a exceção óbvia das áreas ocupadas pelas montagens through-holes. A prática de laminação descontinuada é comum em casos onde máxima flexibilidade é vital. Isso é obtido por deixar desconectadas as áreas ocorrerão flexões ou dobragens.